# Narvi (maan)
Narvi is een maan van Saturnus. De maan is ontdekt door Scott S. Sheppard in 2003, en werd toen S/2003 S 1 genoemd. Narvi is zo'n 7,0 km in doorsnee en draait rond Saturnus in 1004 dagen.

## Naam
Narvi is genoemd naar een figuur uit de Noorse mythologie, Narvi (Narfi, Nari) was de zoon van Loki.

## Ontdekking
Narvi werd ontdekt op 8 april 2003. Het bewijs waren de foto's gemaakt van 5 februari tot 3 april door Scott S. Sheppard, David C. Jewitt en Jan T. Kleyna.

## Beschrijving
Narvi is een lid van de Noorse satellietgroep. Deze onregelmatige manen hebben retrograde banen rond Saturnus en reizen in tegengestelde richting van de rotatie van de planeet. Narvi en andere Noordse satellieten hebben ook excentrische banen, wat betekent dat de banen langer zijn dan cirkelvormige banen. Net als de andere onregelmatige manen van Saturnus, wordt Narvi verondersteld een object te zijn dat wordt gevangen door de zwaartekracht van Saturnus, in plaats van als gewone manen uit de stoffige schijf rond de nieuw gevormde planeet te steken. Narvi lijkt lid te zijn van een subgroep samen met de maan Bestla.